# Felizzano
Felizzano – miejscowość i gmina we Włoszech, w regionie Piemont, w prowincji Alessandria.
Według danych na styczeń 2010 gminę zamieszkiwało 2459 osób przy gęstości zaludnienia 97,7 os./1 km².